# Nantporth
Nantporth est un stade de football situé à Bangor au pays de Galles.
L'équipe principale qui utilise ce stade est Bangor City qui joue dans le Championnat du pays de Galles de football.